# Turska kultura
Danas, Turska je moderna država, ali u njenoj osnovi utemeljena je tradicija koja je važan deo turske kulture, vaspitanja i svakodnevnog ponašanja. Turci nisu dozvolili da mladi zaborave vrednosti svojih očeva, tako da svoju državu itekao poštuju kako stari tako i mladi. 

## Ponašanje u duhu turske tradicije
Turci su uspeli da u svim oblastima javnog i društvenog života usklade tradicionalne vrednosti sa savremenim civilizacijskim tekovinama. Deca se od malena uče da se pravilno pozdravljaju sa starijim, iskazujući im na taj način poštovanje. Mlađi iz poštovanja ljube ruku starijima, prinoseći je čelu. Uobičajeno je da deca ljube ruke starijima, mlađe kolege starijim kolegama, učenici profesorima. Turci su jako gostoprimljiv narod. Domaćin će gostu po ulasku u kuću sipati u šake kolonjsku vodu, radi osveženja i dezinfekcije ruku. Gost ili kupac u manjoj radnji biže poslužen crnim čajem u tradicionalnim malim čašama za čaj, a ređe turskom kafom. Prihvatajući nekoga za prijatelja, Turci će poželeti da mu poklone neku sitnicu za uspomenu. Poklanjaju nacionalne slatkiše kao što su: ratluk, baklava i pistaći. Amajlije u vidu plavog oka protiv uroka su neizostavni suvenir bez koga se retko ko vrati iz Turske. Turci obavezno nose sa sobom plavi kamen u obliku oka (nazar boncuğu ili mavi boncuk), a veruje se da ovaj simbol štiti od uroka i zlih očiju. Može se nositi kao privezak na nakitu, u automobilu, u džepu, stavlja se na različite amajlije, ukrase za kuću, a nose ga i odrasli i deca. 

## Poštovanje Ataturkove tradicije
Poštovanje tradicije i turskog nacionalnog identiteta uči se u kući i provlači se kroz čitav obrazovni sistem. Deca u osnovnoj školi polažu "zakletvu" koja jasno određuje način njihovog budućeg vaspitanja i ponašanja. Svakog jutra, od ponedeljka do petka, jedan učenik izađe ispred svih učenika, nastavnika i direktora škole, okupljenih u školskom dvorištu ili sali, pokloni se i izrecituje zakletvu. U školama se svakog petka, posle časova, diže zastava u školskom dvorištu i peva himna "Marš nezavisnosti" u prisustvu svih učenika, nastavnika i direktora, a ponedeljkom se uz istu ceremoniju spušta zastava.

## Verovanja i sujeverje
Sujeverje je veoma zastupljeno u turskom narodu. Turčin nikada neće iz ruke uzeti nož, makaze ili neki oštar predmet jer to znači da će se posvađati sa nekim, malim bebama se ne seku nokti da ne bi postale lopovi, trudnice ne bi trebalo da se šišaju, a na venčanju je supružnik koji prvi nagazi onog drugog glavni u kući.
Veruje se da nije dobar znak ako crna mačka preseče put, a zabranjeno je i proći ispod postavljenih merdevina. Veruje se da ukoliko dete ne prohoda da mu treba vezati noge koncem, odvesti u džamiju, a prva osoba koja izađe posle službe treba da preseče konac.
Kada su u pitanju brojevi u Turskoj postoji određena simbolika koja se vezuje za brojeve jedan, sedam, četrdeset, hiljadu. Simbolika ovih brojeva potiče iz svete knjige Kurana.
Ovi brojevi se sreću i u svakodnevnim idiomima i frazeologizmima i prevode se u značenju od konteksta, a najčešće znače „mnogo“, „dugo“ i sl. 

## Tradicija u jelu i piću
Obedovanje kao čin je veoma važno i Turci mu posvećuju mnogo pažnje. Nezamislivo je jesti sam ili usput, već cela porodica seda za sto. Između 12 i 13h svi zaposleni imaju pauzu za ručak, i to je vreme kada bukvalno sve u Turskoj staje. Sve ozbiljnije firme sa više zaposlenih imaju menze i restorane u kojima se služi kuvana hrana. Večera je vreme kada se porodica okuplja i prepričava događaje od tog dana. U toku praznika, na ceremonijama venčanja, obrezivanja, sahrana spremaju se velike gozbe sa puno raznih poslastica i voća.
Turska kuhinja je mediteranskog tipa, bazirana uglavnom na svežem voću, povrću, ribi, i morskim plodovima, maslinovom ulju i veoma je raznovrsna. Poznatija jela su: sarme, pilav, ćufte, sutlijaš, burek, pita.
U Turskoj je najpoznatiji crni čaj koji se sprema u dva čajnika ili u duplom čajniku. Donji deo duplog čajnika ili jedan čajnik se napuni vodom. Nakon toga se u gornji deo duplog čajnika ili u drugi čajnik stavlja 5 kašika crnog čaja ili oko 20 g čaja i sipa se oko 200 ml vode. Dupli čajnik se sklapa, a ako koristite dva posebna čajnika, stavlja se jedan preko drugog, a pri tome treba da se pazi da čajnik sa crnim čajem bude odozgo. Stavlja se na laganu vatru dok voda ne provri. Čim voda u donjem čajniku proključa, sklanja se sa vatre. U pripremljene čaše se sipa malo od čaja koji je pripremljen. Nakon toga se razređuje vodom iz donjeg čajnika po želji. Turci vole da jaki čaj bude zaslađen medom ili šećerom.
Osim čaja Turci piju i bozu, piće od fermentisane pšenice, i salep, piće koje se sprema od mleka i praha od lukovice, jedne vrste orhideje. U Turskoj je tradicija važna i kada su slatkiši u pitanju, najpoznatiji su: alva, pistaći i ratluk. 

## Spoljašnje veze
- "Turski jezik u svakodnevnoj komunikaciji", Dr. Mirjana Teodosijević, pdf dokument[мртва веза]